# Куапель, Ноэль
Ноэ́ль Куапе́ль, или Ноэ́ль Куапе́ль Старший (фр. Noël Coypel; 1628, Нормандия (по другим данным 1629, Париж) — 1707) — французский живописец академического направления. Старший представитель большой художественной семьи. «Первый живописец короля» Людовика XIV и один из главных представителей живописи «большого стиля» той эпохи.

## Семья французских художников Куапель
Под фамилией «Куапель» известна большая семья потомственных живописцев, рисовальщиков и гравёров XVII—XVIII. Ноэль Куапель Старший был младшим сыном Гийома Куапеля, происходившим из Шербура в Нормандии, и первым членом семьи, посвятившим себя живописи. Его сын и ученик — Антуан Куапель (1661—1722) — живописец, рисовальщик-орнаменталист и гравёр стиля Регентства, известный мастер французской книжной иллюстрации, автор теоретического трактата «Рассуждения о своём искусстве» (1721). Его единокровный брат — Ноэль-Николя Куапель (1690—1734) — живописец, рисовальщик, скульптор и гравёр стиля Регентства и рококо. Академик Королевской академии живописи и скульптуры, один из учителей Жана-Батиста Симеона Шардена.
Сын и ученик Антуана Куапеля — Шарль Антуан (1694—1752), внук Ноэля Куапеля и племянник Ноэля-Николя Куапеля стал одним из лидеров парижского академизма первых десятилетий правления Людовика XV, первый живописец короля, теоретик искусства и драматург, вместе с отцом был автором рисунков к уникальному изданию романа Лонга «Дафнис и Хлоя» (1718), гравировал по рисункам Клода Жилло, живописным оригиналам Антуана Ватто, Франсуа Буше и Никола Ланкре, выполнял картоны для Королевской мануфактуры Гобеленов.

## Биография и творчество Ноэля Куапеля Старшего
Ноэль Куапель учился рисунку и живописи в Орлеане у ученика Симона Вуэ по имени Пьер Понсе, которого он оставил и в четырнадцать лет уехал в Париж.

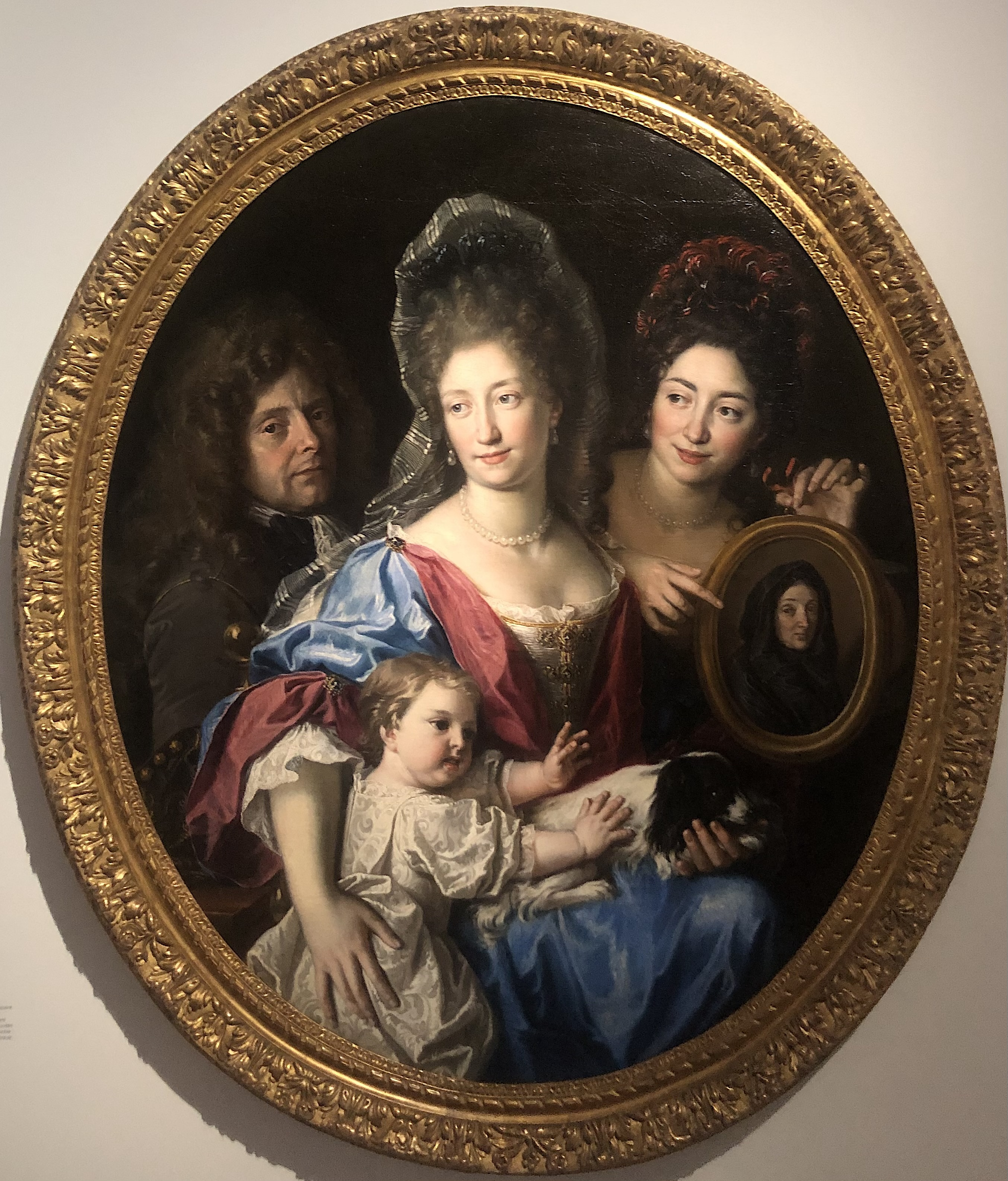
Семья художника. Ок. 1690. Холст, масло. Частное собрание. Вероятно, автопортрет. Личности женщин на картине являются спорными, поскольку Куапель был женат дважды: это могла быть его первая жена Мадлен Эро (картина должна была быть написана около 1670 года) или его вторая жена Анн-Франсуаза Перрен

В столице он поступил в мастерскую Ноэля Килерьера. Его прогресс был настолько быстрым, что в 1646 году, в возрасте всего восемнадцати лет, он был нанят для подготовки декораций к постановке оперы Луиджи Росси «Орфей» (1647). К его помощи прибегнул Шарль Эррар, отвечавший за роспись Оратория и спальни короля в Лувре, и с тех пор Куапель всегда участвовал в заказах, сделанных в период регентства будущим королём Людовиком XIV. Следующее двадцатилетие он работал исключительно для королевского двора.
6 сентября 1659 года Куапель подал прошение в Королевскую академию живописи и скульптуры, но, будучи очень работой, для которой его нанял король, отложил приём до 31 марта 1663 года, представив картину «Осуждение Каина после смерти Авеля». В 1664 году он стал профессором Академии; он работал в Пале-Рояле, в большой аудиенции парламента Бретани. В 1660 году по его эскизам оформляли королевские апартаменты в Тюильри. На следующий год Куапель удостоился звания первого живописца Франции благодаря созданным им картинам для Собора Парижской Богоматери.
В 1672 году король Людовик XIV пожаловал Куапелю как придворному живописцу апартаменты в Лувре. В 1673—1675 годах Куапель возглавлял Французскую академию в Риме, которой первые шесть лет её существования руководил Шарль Эррар. В Рим Ноэль Куапель отправился с сыном Антуаном и зятем, художником-пейзажистом Шарлем-Антуаном Эро. Под руководством Куапеля Академия снискала большую славу.
2 июля 1689 года Ноэль Куапель был избран заместителем ректора, 1 июля 1690 года ректором и 13 августа 1695 года директором Королевской академии живописи, заменив Пьера Миньяра, умершего 30 мая того же года. Под его руководством в Академии были сделаны слепки со знаменитых античных статуй. Он также написал пять картин, которые украсили комнату королевы в Версале. За время пребывания в Риме у него возник вкус к античности, о чём свидетельствуют картина «Аллегория Земли», ныне хранящаяся в Музее изящных искусств в Лионе, а также «Жертвоприношение Юпитеру». В Риме Куапель создал четыре картины исторического жанра, первого по канонам академического искусства: «Солон, объясняющий афинянам свои законы», «Птолемей Филадельф, дарующий свободу иудеям», «Александр Север, наделяющий римлян хлебом во время голода», «Траян, публично принимающий просителей».
Он также выполнил ряд картонов для шпалер Королевской мануфактуры гобеленов.
13 апреля 1673 года Ноэль Куапель стал членом Академии Святого Луки.
В 1705 году, в возрасте семидесяти семи лет, Куапель выполнил фрески (самая трудоёмкая из всех живописных техник) над главным алтарём церкви Дома инвалидов в Париже, изображающие Вознесение Девы Марии. Эта мучительная работа вызвала у него длительную болезнь, от которой художник скончался в тот же день, что и день своего рождения. Он был похоронен в парижской церкви Сен-Жермен-л'Осеруа.
Антуан Куапель был женат дважды: первый раз женился в 1659 году на Мадлен Эро, союз, по которому он был зятем гравёра Гийома Шато и от которого у него был сын Антуан Куапель, отец Шарля Антуана Куапеля; второй брак в 1685 году — с Анной-Франсуазой Перрен, связанной с семьёй Буллонь, от которой у него было три дочери, среди них: Анн-Франсуаза Куапель, замужем за скульптором Франсуа Дюмоном (1687—1726), а также сын Ноэль-Николя Куапель, также художник.
По картинам Ноэля Куапеля работали художники-гравёры Франсуа де Пуайи, Буланже, Франсуа Регнессон, Шато, Этьен Пикар «Римский», Шарль Дюпюи, Гаспар Дюшанж и Ноэль Кошен.

## Галерея

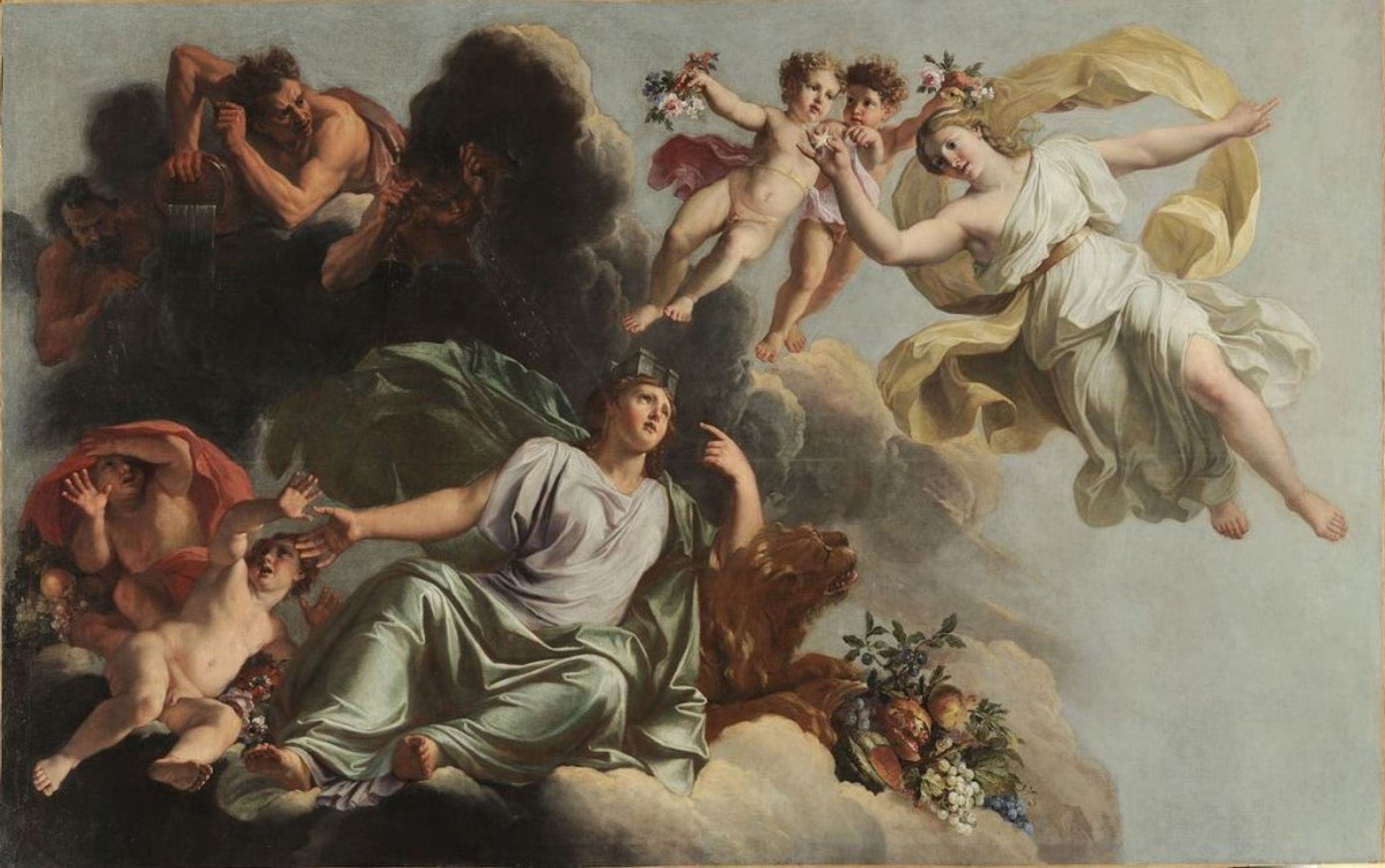
Аллегория земли. Холст, масло. Музей изящных искусств, Лион
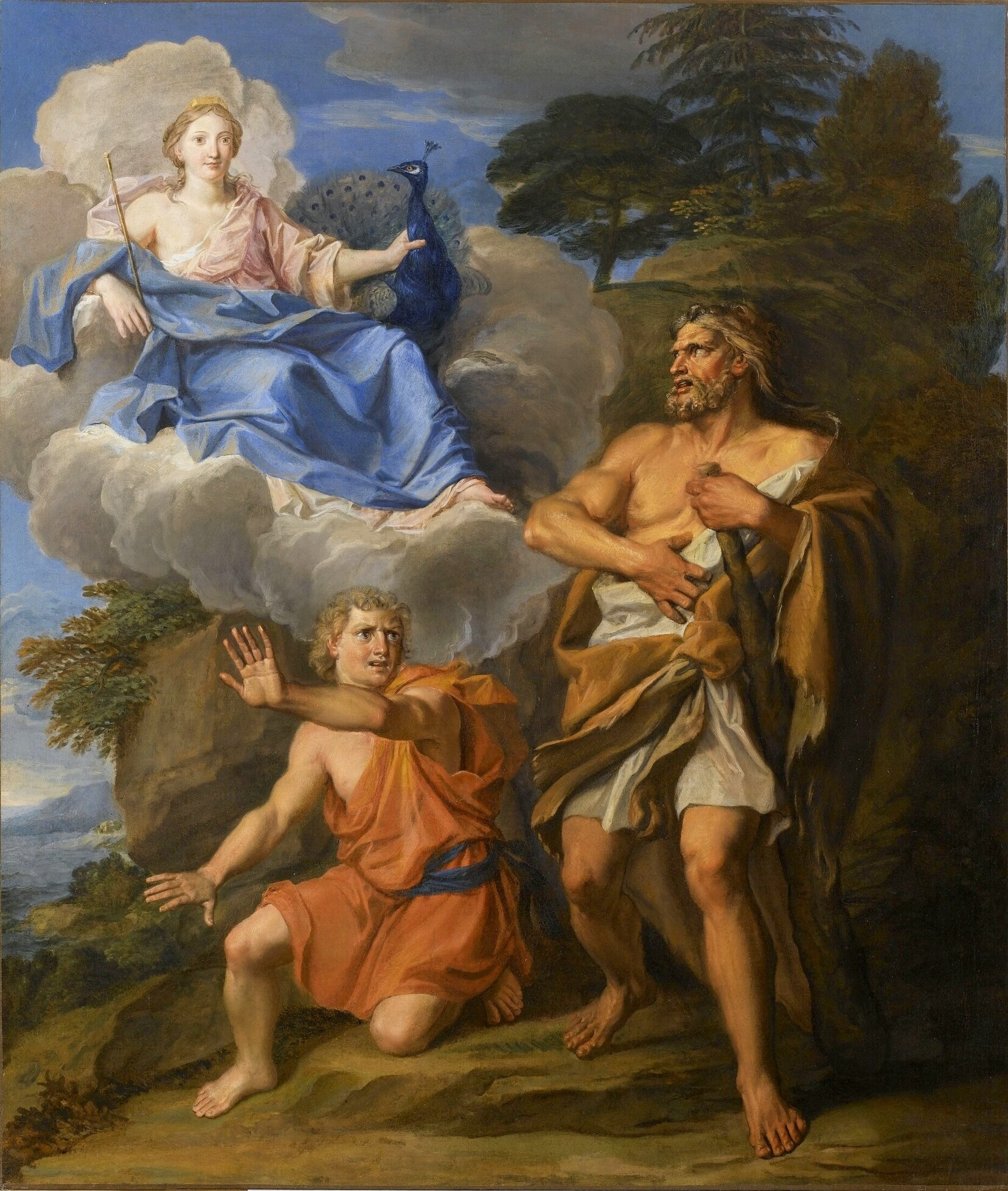
Из серии «История Геркулеса»: Геркулес и Юнона. 1699. Холст, масло. Версаль
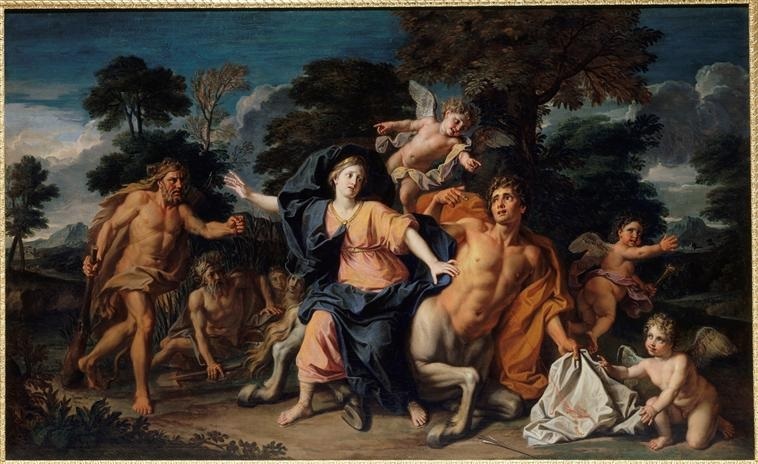
Геркулес и Деянира. Ок. 1699. Холст, масло. Версаль
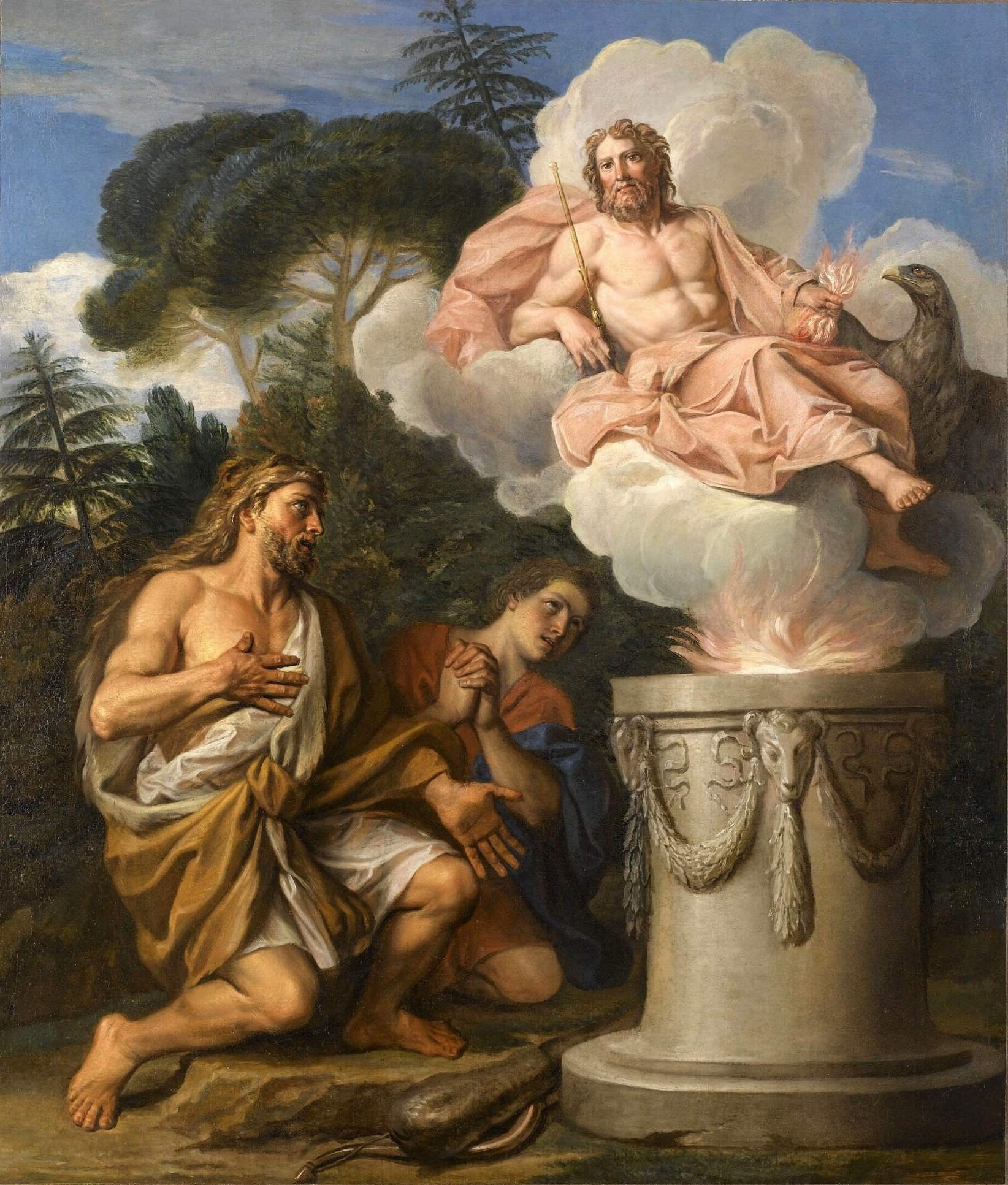
Геркулес приносит жертву Юпитеру. 1700. Холст, масло. Версаль
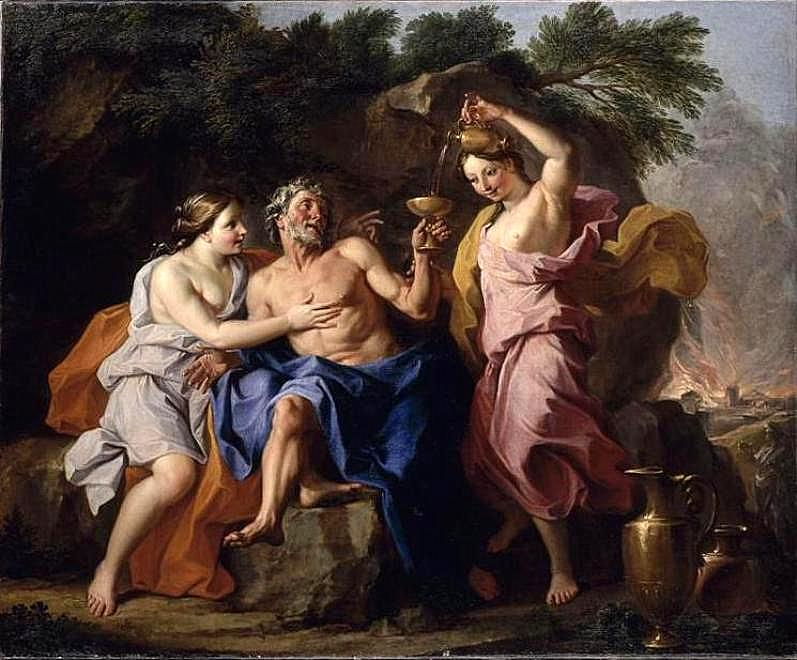
Лот с дочерьми. 1704. Холст, масло. Музей изящных искусств, Рен
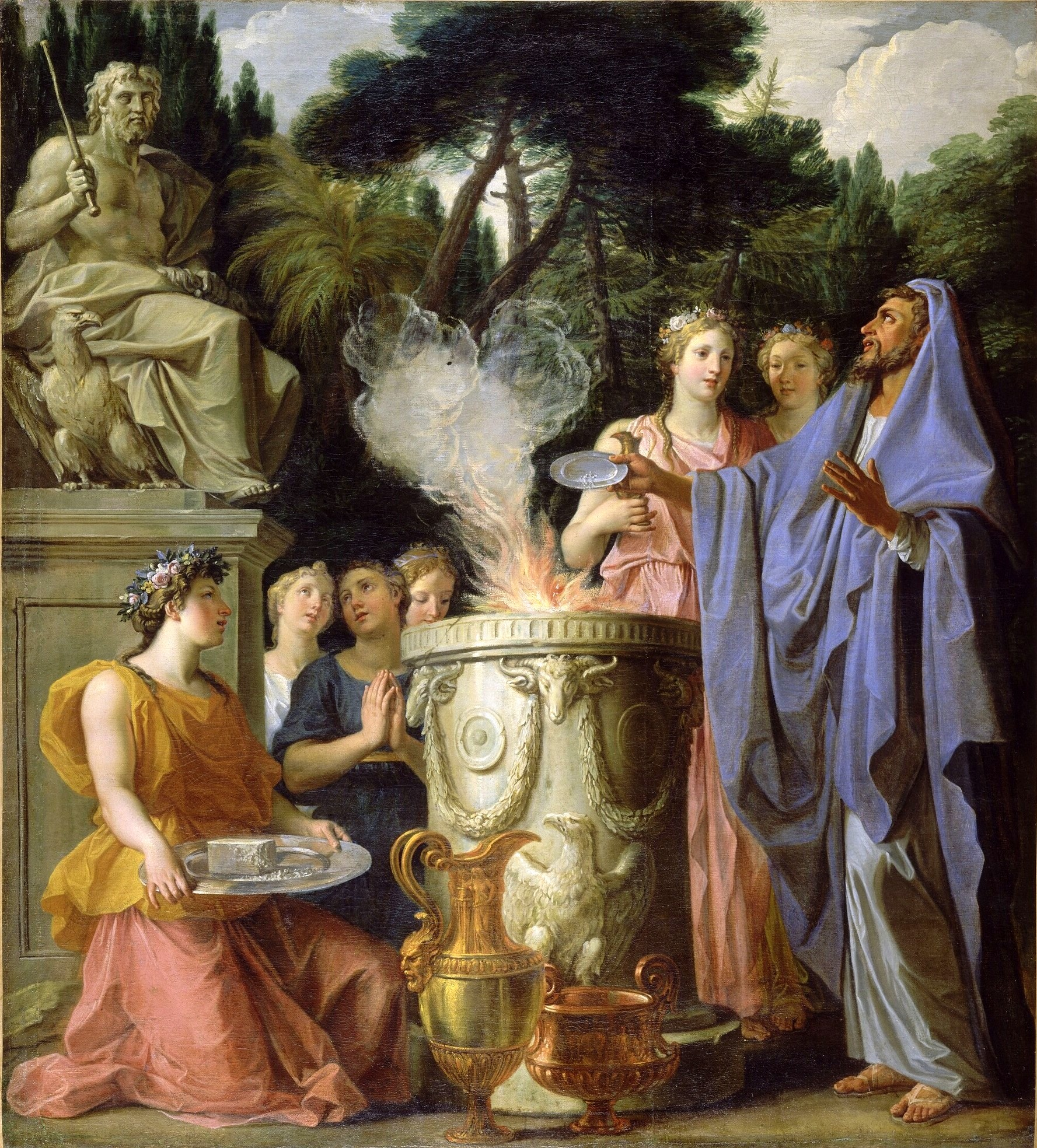
Жертвоприношение Юпитеру. Ок. 1700. Холст, масло. Версаль
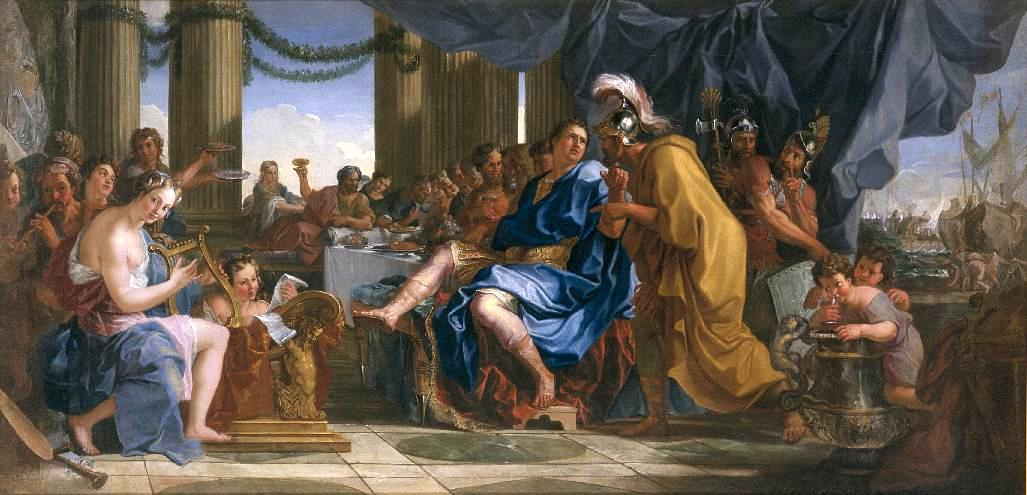
Нерон приказывает убить свою мать. Холст, масло. Городской музей, Гренобль
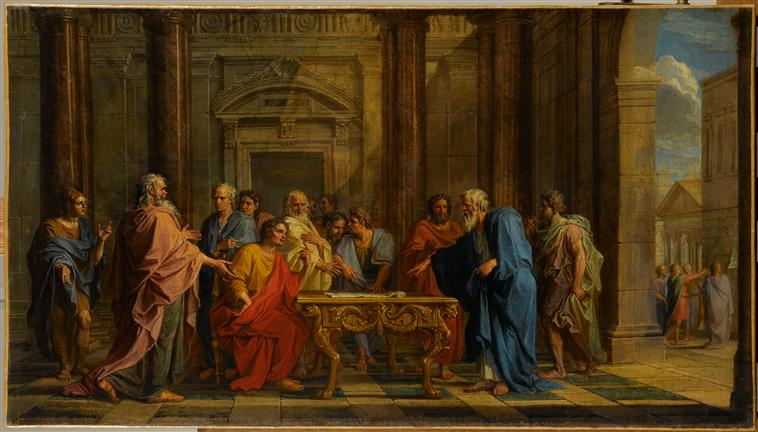
Солон, объясняющий афинянам свои законы. 1672. Холст, масло. Лувр, Париж